# Sarcophaga lanna
Sarcophaga lanna är en tvåvingeart som beskrevs av Thomas Pape och Banziger 2003. Sarcophaga lanna ingår i släktet Sarcophaga och familjen köttflugor.
Artens utbredningsområde är Thailand. Inga underarter finns listade i Catalogue of Life.